# Detlef Stoffel
Detlef Stoffel (* 20. Juli 1950 in Bielefeld) ist ein deutscher Aktivist der Lesben- und Schwulenbewegung, Regisseur eines Films und Unternehmer.

## Leben
Stoffel wuchs in Herford auf und ging, nachdem er 1970 sein Abitur abgelegt hatte, zunächst für ein Jahr nach Miami in die Vereinigten Staaten, wo seine Tante lebte. Dort lernte er einen Amerikaner kennen, mit dem er seine erste homosexuelle Beziehung hatte. Zurück in Deutschland begann er daraufhin, sich in der Schwulenbewegung zu engagieren.
1972 zog Stoffel nach Bielefeld und begann, an der dortigen Universität Soziologie und Film zu studieren. Parallel arbeitete er unter anderem als studentische Hilfskraft.
1972, schon kurz nachdem er erste Kontakte zur Schwulenbewegung in Deutschland geknüpft hatte, gründete Stoffel die Initiativgruppe Homosexualität Bielefeld. Diese verstand sich als politische Homosexuellengruppe und veranstaltete verschiedene provozierende Aktionen. Einige Mitglieder gründeten 1975 die erste homosexuelle Wohngemeinschaft Bielefelds.
Im Rahmen seines Studiums führte er gemeinsam mit Peter Recht und Christiane Schmerl Regie bei dem Dokumentarfilm Rosa Winkel? Das ist doch schon lange vorbei, der sich mit Homosexualität in der Zeit des Nationalsozialismus befasst. Der Film wurde 1976 fertiggestellt und im folgenden Jahr auf der Internationalen Filmwoche Mannheim gezeigt. Als Diplomarbeit wurde der Film hingegen nicht akzeptiert. Stoffel brach sein Studium ohne Abschluss ab.
1977 gründete Stoffel den ersten Bielefelder Naturkostladen Löwenzahn. Ursprünglich bestand die Belegschaft ausschließlich aus Homosexuellen. Später folgten weitere Ladengeschäfte, zudem belieferte die Firma als Großhändler ab 1984 auch weitere Naturkostläden in der Umgebung. 2000 verkaufte Stoffel die Firma Löwenzahn. Seitdem arbeitet er als freier Unternehmensberater.

## Detlef – 60 Jahre schwul
Die Regisseure Stefan Westerwelle und Jan Rothstein drehten 2010 und 2011 einen Dokumentarfilm über Stoffel. Dieser trägt den Titel Detlef und wurde 2012 uraufgeführt. Der Film nahm am Wettbewerb Panorama der 62. Internationalen Filmfestspiele Berlin teil. Neben dem Protagonisten enthält die Dokumentation Beiträge mit Lilo Wanders, Corny Littmann, Anneliese Stoffel und Gustav-Peter Wöhler.
Ebenfalls 2012 wurde der Film unter dem Titel Detlef – 60 Jahre schwul im Rahmen des 16. Perlen – Queer Film Festivals Hannover im Kino im Künstlerhaus aufgeführt.

## Publikationen

### Eigene
- Detlef Stoffel, Peter Recht, Christiane Schmerl: Rosa Winkel? Das ist doch schon lange vorbei, Filmdokumentation, Deutschland 1976

### Öffentlich rechtlicher Rundfunk
- N.N.: Detlef. 60 Jahre schwul. Eine berührende Kino-Dokumentation, Ankündigung der TV-Magazin west.art zum 30. Oktober 2012 und 3. November 2012 auf wdr.de[4]